# Municipio de Totolapa
El municipio de Totolapa es uno de los 124 municipios que conforman al estado de Chiapas, México, ubicado en la Región de Los Llanos.

## Toponimia
Totolapa, significa «río de las aves».

## Historia

### Fundación
Totolapa es un pueblo de origen prehispánico. En la relación del obispo Vargas y Rivera, en 1665 ya aparece como curato de la ciudad Real de Chiapa.

### Principales hechos históricos
- El 19 de junio de 1768 se realiza la primera división territorial interna de la provincia de Chiapas, quedando este dentro de la Alcaldía Mayor de Tuxtla.
- El 13 de noviembre de 1883 se divide el estado en 12 departamentos siendo este parte del de Chiapas.
- En 1915 desaparecen las jefaturas políticas y se crean 59 municipios libres, estando este dentro de esta primera remunicipalización como una delegación del municipio de San Bartolomé, hoy Venustiano Carranza.
- En 1983 para efectos del Sistema de Planeación, se ubica en la región I Centro.
- De acuerdo con el Diario Oficial del Estado de Chiapas, número 299 del 11 de mayo de 2011, la regionalización de la entidad quedó conformada por 15 regiones socioeconómicas, dentro de las cuales el municipio de Totolapa está contenido en la Región IV de los Llanos.

## Información geográfica

### Ubicación
Se ubica en la Región Socioeconómica IV DE LOS LLANOS. Limita al norte con Chiapilla, San Lucas y San Cristóbal de Las Casas, al este con Teopisca, al sur con Nicolás Ruíz y Venustiano Carranza; y al oeste con Acala. Las coordenadas de la cabecera municipal son: 16°32′40″ N 92°40′52″ O y se ubica a una altitud de 624 metros sobre el nivel del mar. Con una superficie territorial de 168.4 km² ocupa el 0.23 % del territorio estatal.

### Clima
Los climas existentes en el municipio son: Cálido subhúmedo con lluvias de verano, humedad media (82.53%), Cálido subhúmedo con lluvias de verano, menos húmedo (4.34%) y Semicálido subhúmedo con lluvias de verano, más húmedo. (13.12%).
En los meses de mayo a octubre, las temperaturas mínimas promedio se distribuyen porcentualmente de la siguiente manera: de 15 a 18 °C (2.84%) y de 18 a 21 °C (97.16%). En tanto que las máximas promedio en este periodo son: De 27 a 30 °C (11.32%), de 30 a 33 °C (69.89%) y de 33 a 34.5 °C (18.79%).
Durante los meses de noviembre a abril, las temperaturas mínimas promedio se distribuyen porcentualmente de la siguiente manera: de 12 a 15 °C (74.5%) y de 15 a 18 °C (25.5%). Mientras que las máximas promedio en este mismo periodo son: De 24 a 27 °C (0.81%), de 27 a 30 °C (48.22%) y de 30 a 33 °C (50.96%).
En los meses de mayo a octubre, la precipitación media es: de 900 a 1000 mm (21.67%), y de 1000 a 1200 mm (78.33%). En los meses de noviembre a abril, la precipitación media es: de 50 a 75 mm (52.08%) y de 75 a 100 mm (47.92%).

### Vegetación
La cobertura vegetal y el aprovechamiento del suelo en el municipio se distribuye de la siguiente manera: Agricultura de temporal (50.65%), bosque de encino (16.94%), selva baja caducifolia (secundaria) (8.67%), bosque de encino (secundaria) (8.39%), bosque de encino-pino (8.04%), pastizal inducido (6.01%), otros (0.76%), bosque de encino-pino (secundaria) (0.43%), y bosque de pino-encino (secundaria) (0.12%).

### Edafología
Los tipos de suelos presentes en el municipio son: Phaeozem (33.23%), Luvisol (24.67%), Regosol (23.17%), Leptosol (8.06%), Vertisol (6.27%), Fluvisol (3.85%), y N/A (0.76%).

### Geología
Los tipos de roca que conforman la corteza terrestre en el municipio son: Limolita-Arenisca (roca sedimentaria) (47.74%), Conglomerado (roca sedimentaria) (27.08%), Caliza (roca sedimentaria) (11.94%), Toba intermedia (roca ígnea extrusiva) (6.92%), Aluvial (suelo) (4.7%), Lutita-Arenisca (roca sedimentaria) (0.84%) y Cuerpo de agua (0.78%).

### Fisiografía
El municipio forma parte de las regiones fisiográficas Altos de Chiapas y Depresión Central.
La altura del relieve va de los 500 m y hasta los 1.300 m sobre el nivel del mar.
Las formas del relieve presentes en el municipio son: Sierra alta de laderas tendidas (75.1%) y Valle de laderas tendidas con lomerío (24.9%).

### Hidrografía
El municipio se ubica dentro de las subcuencas Río Alto Grijalva que forman parte de la cuenca Río Grijalva - Villahermosa.
Las principales corrientes de agua en el municipio son: río Grijalva, río Chachi, Arroyo La Merced, río Pachén, Arroyo El Guayabal, Arroyo Chininal, río El Salado, Arroyo El Salado, Arroyo La Merced y Arroyo El Amate; y las corrientes intermitentes: Arroyo Camalote, Arroyo Seco, Arroyo El Zapote, Arroyo Seco, Arroyo La Planada, Arroyo Camalote, río La Merced, Arroyo El Trapiche, río El Portillo y río El Trapiche.

### Áreas naturales protegidas
Este municipio no cuenta con áreas naturales protegidas o bajo conservación.

## Localidades
En el censo de 2020 el municipio de Totolapa contaba con 20 localidades.
| Código INEGI    | Localidad          | Población (2020) |
| --------------- | ------------------ | ---------------- |
| 070980001       | Totolapa           | 4 600            |
| 070980010       | Ponciano Arriaga   | 792              |
| 070980048       | Santa Cecilia      | 515              |
| 070980015       | Villa de Guadalupe | 361              |
| 070980045       | El Paraíso         | 250              |
| 070980044       | Nuevo Dolores      | 178              |
| 070980017       | La Merced          | 168              |
| 070980034       | El Triunfo         | 105              |
| 070980029       | La Bodega          | 66               |
| 070980046       | Huerta Vieja       | 46               |
| 070980041       | El Guayabal        | 44               |
| 070980018       | San José el Retiro | 25               |
| 070980039       | Laguna Negra       | 18               |
| 070980051       | Los Mangos         | 14               |
| 070980038       | El Calvario        | 8                |
| 070980027       | Pachen             | 7                |
| 070980002       | El Carmelito       | 5                |
| 070980052       | San Antonio        | 5                |
| 070980031       | El Cangrejo        | 3                |
| 070980053       | Las Limas          | 1                |
| Total municipal | Total municipal    | 7 211            |